# Пінароло-По
Пінароло-По (італ. Pinarolo Po) — муніципалітет в Італії, у регіоні Ломбардія,  провінція Павія.
Пінароло-По розташоване на відстані близько 450 км на північний захід від Рима, 45 км на південь від Мілана, 14 км на південь від Павії.
Населення — 1714 осіб (2014).

## Демографія
Населення за роками:

Станом на 1 січня 2023 року в муніципалітеті офіційно проживав 121 іноземець з 21 країни, серед них 50 громадян країн Євросоюзу та 2 громадяни України.

## Уродженці
- Массімо Сілва (*1951) — відомий у минулому італійський футболіст, нападник, згодом — тренер.

## Сусідні муніципалітети
- Барб'янелло
- Брессана-Боттароне
- Казанова-Лонаті
- Робекко-Павезе
- Санта-Джулетта
- Верруа-По